# Joris-Karl Huysmans
Joris-Karl Huysmans (pronúncia em francês: [[Wikipédia:AFI para francês|ɥismɑ̃ːs]])  (Paris, 5 de fevereiro de 1848 – Paris, 12 de maio de 1907) foi um escritor francês, cujos principais romances sintetizam fases sucessivas da vida estética, espiritual e intelectual da França do final do século XIX. Notável pela escrita considerada excepcional por sua idiossincrasia no uso da língua francesa, com amplo vocabulário, descrições, sátiras e grande erudição.  O crítico Ford Maddox Ford referiu-se a Huysmans como "um artista maior do que Zola", e afirmou: "deixou as catedrais e as estradas deste mundo em 1907, e não suponho que se ouvirá, ao menos uma vez, em qualquer época, seu nome mencionado em reuniões literárias".  
Os primeiros trabalhos de Huysmans foram influenciados por romancistas naturalistas contemporâneos, como seu grande amigo Émile Zola. No entanto, logo tornou-se o principal representante do Decadentismo com a publicação de Às Avessas em 1884. Sua obra se volta a um profundo pessimismo fin de siècle (fim do século), inspirado pela filosofia de Arthur Schopenhauer. Integra o movimento simbolista e se interessa pelo sobrenatural, pendendo ao Satanismo no romance Là-bas (1981), antes de se converter ao Catolicismo. Em seus últimos anos, seus romances refletiram amplo estudo sobre a religião católica e a conversão religiosa, como observado nos romances En route (1895), La Cathédrale (1898) e L'Oblat (1903). Nesses trabalhos, vemos a expressão de sua intensa busca espiritual, sua nostalgia pela Idade Média e um grande conhecimento pela arte medieval.  
Sua obra é atravessada por um grande pessimismo e uma aversão pela realidade e por sua época, que Huysmans procura compensar com a paixão pela Arte e, mais tarde, pela fé. Com o mesmo personagem desiludido, entendiado e angustiado, em busca de remediar suas crises melancólicas e atormentado por sonhos estranhos, traz um estilo original e característico, com palavras incomuns, sintaxe deturpada e expressões excêntricas. 
Paralelamente, foi crítico de arte, defensor da pintura impressionista, simbolista, depreciador da pintura acadêmica, mas ainda admirador da pintura flamenga e da arte gótica. 

## Biografia
Joris-Karl Huysmans nasceu Charles Marie Georges Huysmans em Paris, em 1848. Seu pai era de ascendência holandesa; sua mãe, Elisabeth-Malvina Badin, francesa. Depois que o pai de Huysmans faleceu, Elisabeth-Malvina casou-se com Jules Og, um negociante protestante. A perda prematura de seu pai permaneceu como uma experiência traumática da infância para Huysmans. Ele manteve fielmente algo da pintura de seu pai, que foi um artista popular.
Huysmans estudou no Lycée Saint-Louis, recebendo em 1866 seu bacharelado. Com vinte anos, obteve um cargo no Ministério do Interior, lá permanecendo por 32 anos - combinando o ato de escrever com o trabalho. O primeiro livro de Huysmans, "Le drageoir aux èpices" (1874) era uma coletânea de poemas em prosa, à maneira de Charles Baudelaire. Quando foi rejeitado por diversos editores, imprimiu-o, finalmente, por sua própria conta, sob o nome Joris-Karl Huysmans. Mais tarde, inventou as famosas iniciais, J.-K.. O livro recebeu a atenção de escritores importantes, como Émile Zola, e foi seguido por alguns romances naturalistas, como "Marthe" (1876), "Les soeurs Vatard" (1879) e "En mènage" (1881). Durante a Guerra Franco-Prussiana de 1870, Huysmans serviu no exército. O conto "Sac au dos" (1880), baseado em suas experiências deste período, foi publicado no Les soirées de Médan - junto com outras histórias da guerra, escritas por membros do grupo de Médan, de Zola.
Huysmans começou a publicar críticas de arte nos anos 1870, sob o pseudônimo de A. Meunier, e a defender pintores do simbolismo como Odilon Redon e Gustave Moreau. Sobre a pintura "O pobre pescador", de Puvis de Chavannes, cuja tonalidade era uniformemente cinza, escreveu: "É seco, duro e, como de hábito, possui uma rigidez ingênua afetada. Eu fico indiferente frente a esta tela, aborrecido por esta imitação burlesca da grandeza bíblica, conseguida com o sacrifício da cor ao traço. Mas, apesar desta aversão que jorra em mim quando estou diante desta pintura, não posso julgá-la, pois sinto-me ausente dela." Para Moreau e Huysmans, a Salomé sensual e inocente transformou-se na personificação do excêntrico feminino. Salomé era o assunto obsessivo principal das pinturas de Moreau, e Huysmans usou-a em uma cena de "À rebours", publicado em 1884. Esse é considerado um dos principais romances do autor e marca o início de sua fase decadente.

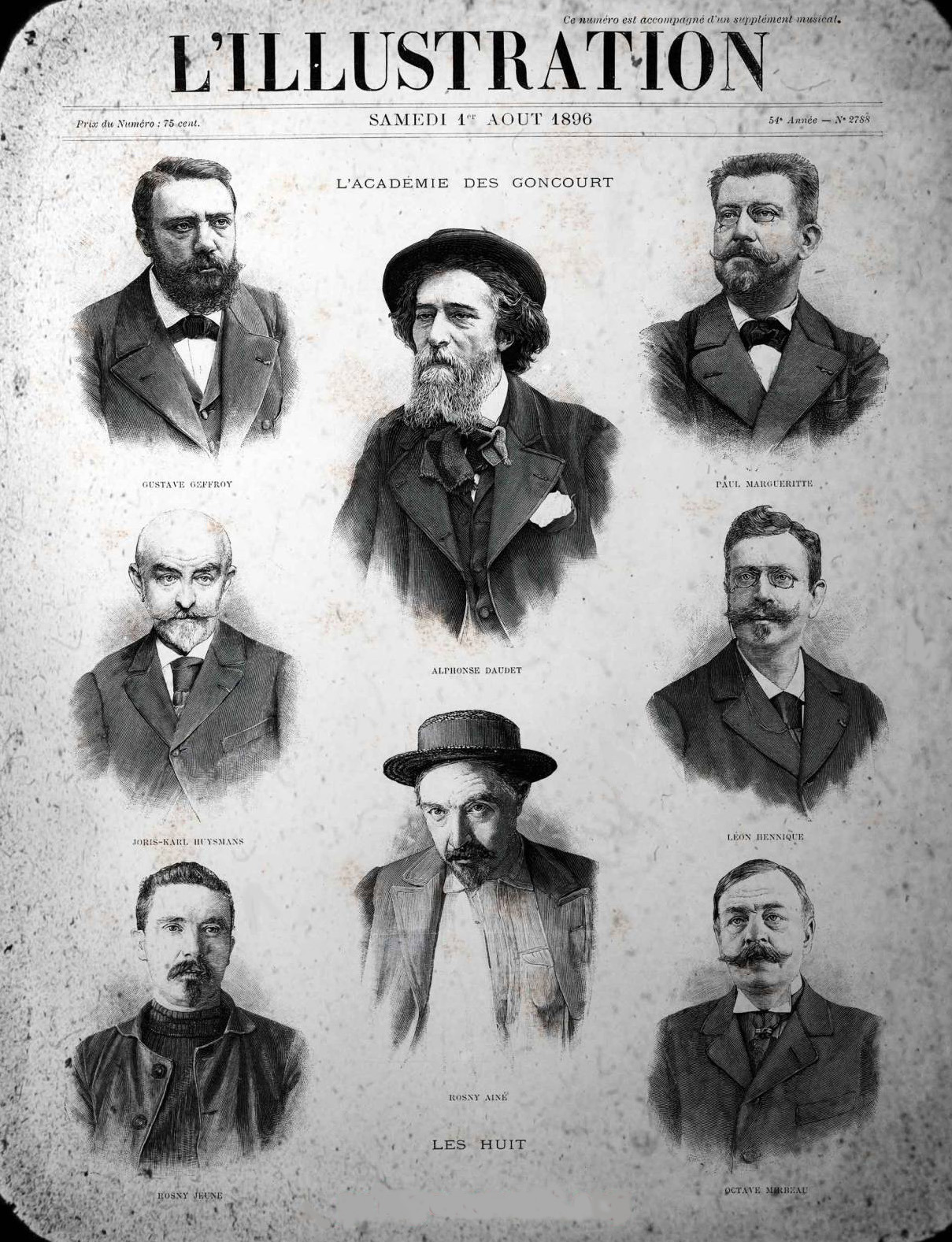
Academia Goncourt, em 1896

Em 1889, Remy de Gourmont apresenta a Huysmans sua amante, Berthe Courrière. Ela o inicia nas artes do ocultismo, tornando-se em seguida uma das inspirações para a personagem de Madame Chantelouve, em "Là-bas". Sua outra inspiração teria sido Henriette Maillat, cuja atividade favorita seria relacionar-se com personalidades do mundo literário (entre eles, Sar Péladan e Léon Bloy). Seu primeiro contato tendo sido em 1887 por uma carta anônima leva a uma breve relação no ano de 1888. Após a separação, o autor devolve a ela todas as cartas que trocaram, sem deixar de copiá-las integralmente. Buscará vingar-se ridicularizando-a com a personagem em Là-bas: Madame Chantelouve tenta seduzir Durtal com cartas cheias de elogios, quase idênticas às que Henriette enviara a Huysmans. Em setembro de 1889, mergulha em pesquisas para escrever Là-bas. Ele visita o castelo de Tifauges, onde Gilles de Rais teria massacrado inúmeros adolescentes e crianças. Là-bas é publicado em 1891, com temas controversos e, ainda assim, foi uma obra-prima que evocou a atmosfera pessimista de fim do século XIX. Todos os seus atributos fizeram dele um grande sucesso comercial.
No início de 1890, Huysmans passou por uma crise que o conduziu à sua conversão, sendo readmitido na Igreja Católica em 1892. Em 1895, foi ao monastério trapista de Issigny para passar lá uma semana. "En route" ("A caminho", 1895) expressou o desejo do autor pela vida monástica. Em "La cathédrale" (1898), Huysmans saiu das dúvidas para a aceitação completa do Catolicismo Romano. A obra foi uma prestação de contas de sua conversão e um exame detalhado da arte medieval.

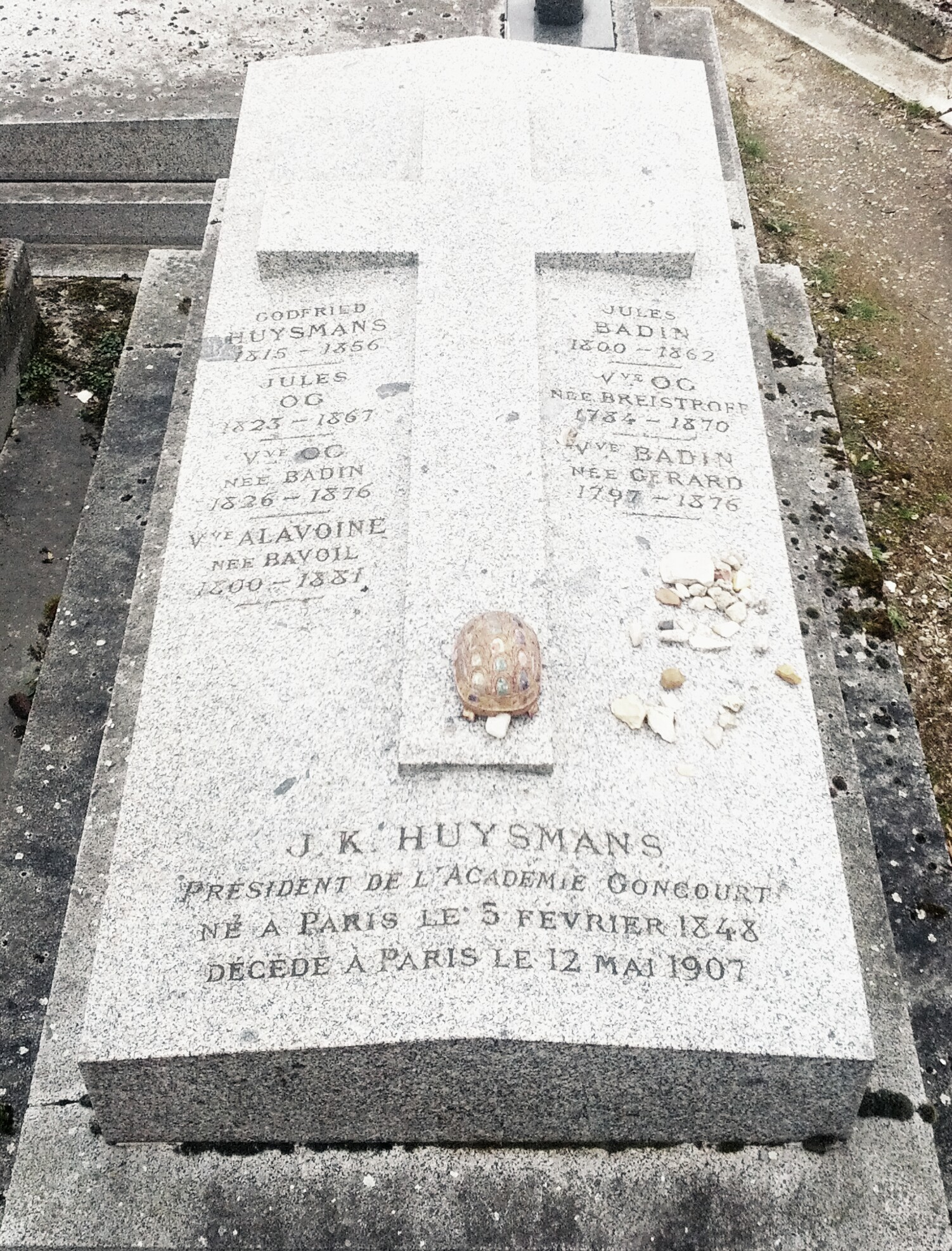
Túmulo de Huysmans, no cemitério de Montparnasse, Paris

Após ter renunciado ao seu cargo no Ministério, Huysmans retirou-se para Ligugé, em Poitou, onde viveu dois anos como um oblato beneditino. Quando os monges foram expulsos, retornou a Paris. Huysmans foi um dos fundadores da Academia Goncourt, e em 1900 foi eleito seu presidente. Huysmans faleceu de câncer de boca, em 12 de maio de 1907. Havia se queixado de dores de dente por vários anos, e quando diagnosticou-se o câncer, este já era incurável. Huysmans foi um hipocondríaco na maior parte de sua vida. E alguns dizem que o sofrimento final levou Huysmans à resignação cristã. Durante os últimos dias de sua vida, teve uma moléstia nos olhos, tornando-se necessário deixar suas pálpebras permanentemente fechadas. Em sua devoção, acreditou que aqueles olhos, com os quais tinha visto tantas belezas e recebido tanto prazer, tinham-lhe sido retirados para reforçar sua penitência.

## À Rebours(Às Avessas)
Sua obra mais conhecida, À Rebours (Às Avessas), gira em torno do personagem Des Esseintes, “um exemplo ímpar de esteta e de dândi. A vida trabalhada como arte está presente nele em todos os sentidos, desde suas coleções de arte até a disposição de seus quadros e dos cômodos de sua moradia. Entretanto, diferente dos dândis públicos que teríamos conhecimento, como Oscar Wilde, na Inglaterra, e Jean Lorrain, na França, a personagem não vive uma vida pública, mas reclusa. […] Mesmo se distanciando da vida pública, Des Esseintes é um perfeito exemplo do dândi cultuando a própria vida como exemplo de Belo, se distanciando do tédio que o tomava e das crises de nevrose que sofria.” 
Com "À rebours", Huysmans voltou-se contra o naturalismo, flertando com a mentalidade "decadente". Era o livro amarelo, "venenoso", a que se refere Oscar Wilde, em O retrato de Dorian Gray, cujo protagonista Dorian imita. Na história, de humor ácido, um esteta rico, Duc Jean des Esseintes, experimenta prazeres exóticos, por vezes eróticos. Vive em sua casa como em um monastério, e sonha com o progresso dos males através das eras. Des Esseintes fecha-se hermeticamente, fora do mundo, pois não ousa nem mesmo sair em viagem. Tem medo de decepcionar-se com a realidade. Cerca-se de obras de arte "que o transportariam a algum mundo estranho, apontariam o caminho de possibilidades novas e agitariam seu sistema nervoso por meio de fantasias eruditas, pesadelos complicados e suaves visões sinistras."
Entretanto, Huysmans não pôde aceitar inteiramente as excentricidades do seu protagonista, pois fez des Essenties imaginar se o único desejo de salvação não deveria estar em um retorno à fé. Mais tarde, reconvertido ao catolicismo, escreveu: "Naquela época, quando eu estava escrevendo "À rebours", deve ter acontecido um deslocamento de solo, uma perfuração da terra, que colocou nas fundações da obra algo de que eu não estava consciente. Deus escava buracos para colocar seus fios, e trabalha na noite, nos alcances escuros da alma." O livro teve um impacto tremendo em círculos decadentes, mas também o romancista católico Barbey d’Aurevilly prestou atenção a ele. Sobre "À rebours", Oscar Wilde escreveu: "O odor pesado do incenso parece aderir em suas páginas e incomodar o cérebro." Arnold Hauser vê o personagem Des Esseintes como um marco na história social da arte, como o protótipo de todos os Dorian Gray posteriores. "A idade da natureza", diz Des Esseintes, "é passado, esgotou finalmente a paciência de todas as mentes sensíveis pela monotonia repugnante de suas paisagens e céus."

## Là-bas (Nas profundezas)

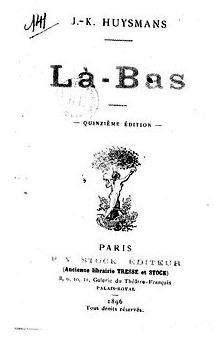
Là-bas (1891)

Em seus últimos romances, Huysmans registrou a indagação espiritual de um homem chamado Durtal, seu alter-ego ficcional. "Là-bas" era um romance altamente estilizado sobre magia negra praticada na Paris contemporânea. Na história, Durtal decide escrever uma biografia de Gilles de Rais (1404-1440), o marechal francês que fora acusado de Satanismo, e associado momentaneamente com Joana D’Arc. Durtal é levado a uma Missa Negra, mas acha a experiência decepcionante. Durante seu flerte com o Satanismo, Durtal tem um caso com Hyacinthe Chantelouve, membro do Satanismo ativo Canon Docre. Um piedoso tocador de sinos, Louis Carhaix, ajuda Durtal em sua busca. Mas, sem nenhuma desilusão estética, ele permanece incapaz de abraçar a fé simples de Carhaix. Durtal sente que a superanálise de sua fé e sentimentos o deixou sem valores.
"Là-bas" foi aceita como obra de valor por muitos leitores. O livro transformou-se em um trabalho chave que promove a mitologia sensacionalista da Missa Negra. A pesquisa histórica de Durtal teve muito em comum com o livro de Jules Michelet, "La sorcière" (1862), um estudo sobre caça às bruxas e experimentos de feitiçaria da Idade Média. É possível que Huysmans nunca tenha visto uma Missa Negra, embora alguns dos ocultistas do fim de século de Paris sejam mencionados no texto. Entre os amigos de Huysmans, o abade Joseph Boullan (1824-1893) serviu de modelo para o Dr. Johannés, retratado como um padre que pratica a magia para conter o Satanismo.

## Legado

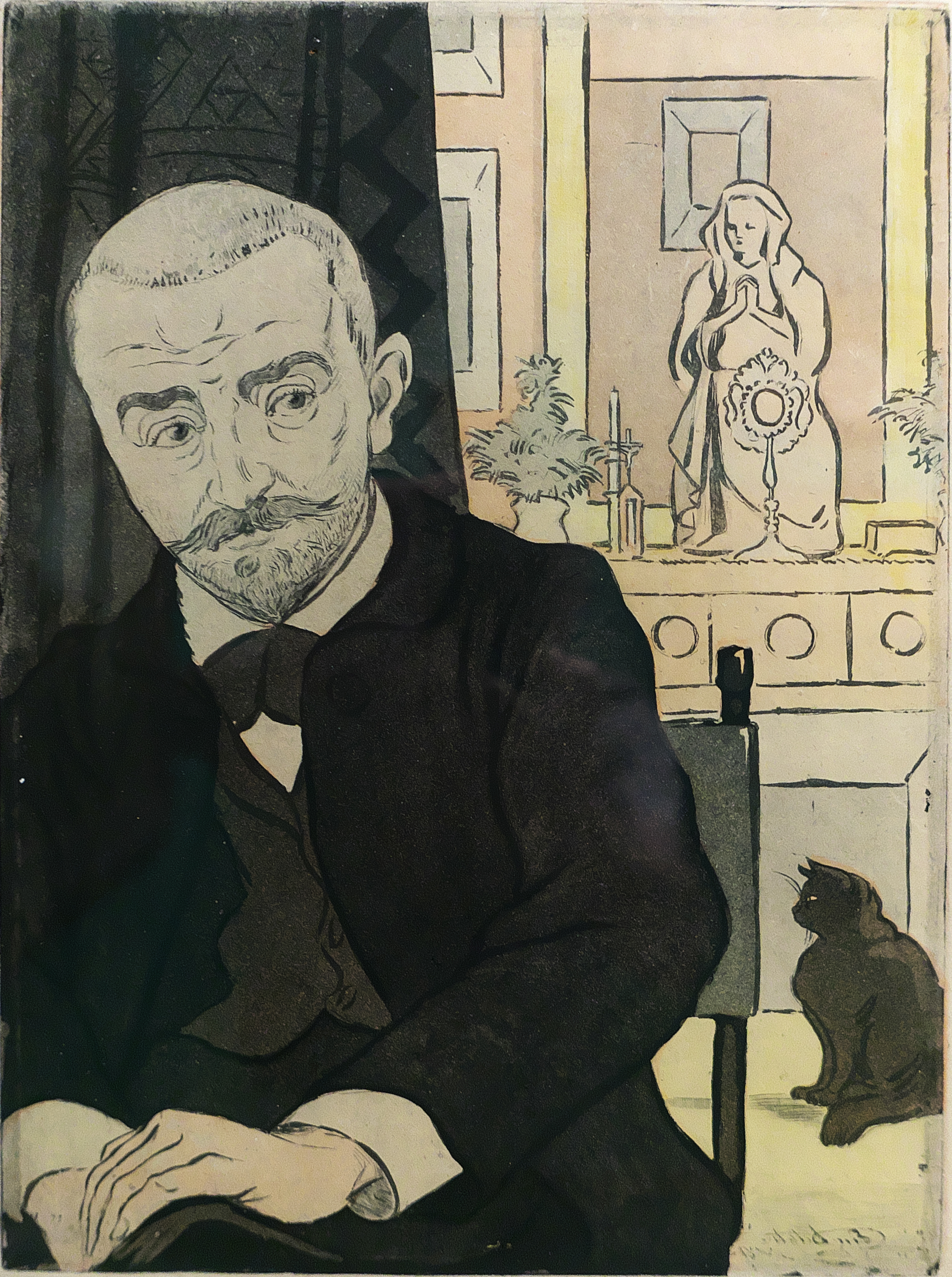
Retrato de Huysmans, por Eugène Delâtre (1894)

Huysmans permaneceu solteiro durante toda a sua vida. Sua história espiritual refletiu as fases sucessivas da vida intelectual do final do século XIX na França. Ele lidou com o estoicismo, erotismo e espiritualismo, e escreveu sobre as experiências de seus protagonistas em um estilo rico, inebriante. 
Deve-se salientar a atuação de Huysmans enquanto apologista da arte cristã (a Igreja Católica assim o considera), enquanto convertido que procurou enaltecer sentimentos expressos pelos símbolos religiosos, pela música, pintura e arquitetura; ainda foi apologista de uma época de grande produção artística que foi a Idade Média. As páginas de Huysmans são recursos que podem ser utilizados como referência pela História e Sociologia sobre a influência da arte no comportamento humano. Suas obras constituem uma síntese do pensamento cristão do século XIX.

## Principais obras

### Romances
- Marthe, histoire d’une fille (roman, 1876).
- Les Sœurs Vatard (roman, 1879).
- En ménage (roman, 1881).
- À rebours (roman, 1884).
- En rade (roman, 1887).
- Là-bas (roman, 1891).
- En route (roman, 1895).
- La Cathédrale (roman, 1898).
- L'Oblat (roman, 1903).

### Contos e poemas em prosa
- Le Drageoir aux épices (antologia de prosa poética, 1874)
- Sac au dos (conto publicado em Les Soirées de Médan, 1880).
- Croquis parisiens (poemas em prosa, 1880).
- À vau-l’eau  (conto,1882)
- Un dilemme (conto, 1887).
- La Retraite de monsieur Bougran (conto, 1888; pub. póstuma 1964).

### Críticas de arte, ensaios, biografia
- L’Art moderne (crítica de arte, 1883).
- Certains (crítica de arte, 1889), sobre Gustave Moreau, Edgar Degas, Jules Chéret, James Whistler, Félicien Rops e outros.
- Les Vieux Quartiers de Paris (monografias, 1890–1903)
  - La Bièvre (1890)
  - La Bièvre et Saint-Séverin (1898).
  - La Bièvre, Les Gobelins, Saint-Séverin (1901).
  - Le Quartier Notre-Dame (1903)
- Gilles de Rais: La Sorcellerie en Poitou (biografia, 1897), mais tarde Gilles de Rais: La Magie en Poitou.
- Sainte Lydwine de Schiedam (hagiografia, 1901).
- De tout (coletânea de artigos, 1902).
- Dom Bosco (esboço biográfico, 1902).
- Trois Primitifs (crítica de arte, 1905).
- Les Foules de Lourdes (ensaio, 1906).
- Trois Églises (monografia, pub. póstuma 1908).